# The Boys are Back in Town
«The Boys are Back in Town» — песня ирландской рок-группы Thin Lizzy, выпущенная в их альбоме 1976 года Jailbreak.

## Обзор
Оригинальный сингл, изданный в 1976 году, включал песню «Emerald» в качестве би-сайда, однако на некоторых издания би-сайдом была выбрана песня «Jailbreak». Сингл достиг 1-го места в чарте Ирландии, 8-го места в Великобритании и 12-го в США.
После успеха сингла «Dedication», выпущенного в 1991 году и занявшего 35-е место в британском чарте, было решено переиздать «The Boys are Back in Town». В марте того же года сингл был ремикширован и перевыпущен в различных форматах, среди которых CD, 7" и 12" пластинки и 12" Picture Disc. Переиздание достигло в британском чарте 63-го места. Би-сайдом к семидюймовому изданию стала песня «Sarah», в оригинале выпущенная в альбоме 1979 года Black Rose. Двенадцатидюймовое виниловое издание включало песни «Johnny the Fox Meets Jimmy the Weed» (из альбома Johnny the Fox, 1976), «Black Boys on the Corner» (би-сайд к «Whiskey in the Jar», 1972), концертную версию «Me and the Boys» (би-сайд к «Rosalie», 1977) и, в дополнение, постер с изображением Фила Лайнотта.
В 2004 году песня получила 499-ю позицию в списке «500 величайших песен всех времён по версии журнала Rolling Stone». Однако она не попала в обновлённый список 2010 года, но снова вернулась в этот список в 2021 году уже на 272-м месте.  Rolling Stone похвалил «гэльский соул» Фила Лайнотта и назвал сдвоенные гитары Скотта Горэма и Брайана Робертсона ключевым элементом в успехе песни. Это двойное соло вошло в список «50 величайших гитарных соло всех времён», составленный журналом New Musical Express. В марте 2005 года, журнал Q поместил «The Boys are Back in Town» на 38-е место в своём списке «100 величайших гитарных треков». Британский журнал New Musical Express включил данную композицию в свой список «500 величайших песен всех времён», разместив её на 402-й позиции. В 2023 году журнал Total Guitar включил рифф композиции в список «50 величайших гитарных риффов всех времён».
Участник группы, гитарист Скотт Горэм вспоминал, что песня изначально вообще могла не попасть в альбом Jailbreak:
«По правде говоря, сперва мы вообще не собирались включать „The Boys Are Back in Town” в альбом Jailbreak. Мы записали 15 песен, и отобрали из них 10 для альбома из-за ограничений виниловой пластинки. В те десять, которые мы выбрали, это песня не вошла.

Но потом руководство услышало трек и сказало: „Нет, в этой песне есть что-то действительно хорошее”. Хотя тогда на нём ещё не было двух гитарных партий»
— Скотт Горэм, интервью журналу Classic Rock

## Текст песни
Существует много теорий, что послужило вдохновением для написания песни, но ни одна из них так и не подтверждена. Одна из версий заключается в том, что мать Фила Лайнотта управляла ночным клубом в Манчестере. Во время своего пребывания с матерью Лайнотт узнал о манчестерской мафии, печально известной как Quality Street Gang, которая часто посещала клуб его матери.
Как утверждает фольклор Манчестера того времени, Quality Street Gang были умной бандой, «разодетой в пух и прах», отсюда и лирика. Аргумент, приводимый местными жителями, что песня действительно была о «QSG», приобретает доверие, если учесть, что заглавная песня следующего альбома Thin Lizzy Johnny The Fox Meets Jimmy The Weed была о главе банды Джимми «The Weed» Доннелли. Песня также изобилует другими ссылками на горячие точки «QSG», включая Dino’s — манчестерский ночной клуб, о котором упоминается в песне «Friday night, they'll be dressed to kill // Down at Dino’s Bar and Grill».

## Кавер-версии
- Американская рок-группа Bon Jovi исполняла песню на концертах, концертная версия была помещена би-сайдом к одному из изданий сингла 1989 года «Living in Sin»[16]. Студийная версия песни была включена в сборник 1989 года Stairway to Heaven/Highway to Hell, содержащий кавер-версии песен групп, участники которых распрощались с жизнью вследствие увлечения алкоголем или наркотиками (в исполнении групп-участниц Московского музыкального фестиваля мира). Сейчас альбом является коллекционной редкостью. Версия песни с Stairway to Heaven/Highway to Hell вышла на дополнительном диске к переизданию сборника Bon Jovi Cross Road.
- Английская инди-рок-группа The Rumble Strips записала кавер-версию песни в качестве би-сайда к синглу «Girls and Boys in Love», выпущенному в 2007 году[17].
- Американская группа Everclear записала кавер-версию песни для фильма «Детройт — город рока».
- Шведская поп-рок-группа The Cardigans записала песню для обратной стороны сингла «Hey! Get Out of My Way», выпущенного в 1995 году[18].
- Американский рестлер Майкл Хейс, за время своей недолгой музыкальной карьеры записал песню для своего альбома 1987 года Off the Streets.
- Немецкая метал-группа Chinchilla записала кавер-версию песни в своём альбоме 2002 года The Last Millennium.
- Американская металкор-группа Atreyu выпустила кавер-версию песни в своём мини-альбоме Covers of the Damned, где песню исполнили некоторые участники Atreyu вместе участниками других групп, сопровождавших их в турне.
- В 1999 году манчестерская группа Happy Mondays выпустила свою версию песни в качестве внеальбомного сингла[19].
- В 2001 году шотландская инди-рок-группа Belle & Sebastian исполнила песню на концерте в Белфасте. Это выступление было издано вторым диском к их сборнику 2008 года The BBC Sessions.
- Валлийская пост-хардкор-группа Funeral for a Friend выпустила кавер-версию песни в сборнике Higher Voltage!: Another Brief History of Rock, сделанном журналом Kerrang! в 2007 году.
- В 2008 году южные рокеры Molly Hatchet выпустили песню в своём кавер-альбоме Southern Rock Masters.
- Американский комедиант и музыкант Реджи Уоттс исполнил песню в телешоу Conan, показанном 1 ноября 2011 года.
- Американская инди-рок-группа The Mountain Goats исполняла песню на концертах.
- Американская рок-группа Huey Lewis and the News, чей вокалист Хьюи Льюис работал и дружил с Лайноттом, много раз исполняла песню на своих концертах.

## Список композиций

### Оригинальное издание
7" сингл
1. «The Boys are Back in Town» (Лайнотт) — 3:11
2. «Emerald» (Горэм, Дауни, Робертсон, Лайнотт)

7" сингл
1. «The Boys are Back in Town» (Лайнотт) — 3:11
2. «Jailbreak» (Лайнотт) — 4:05

#### Переиздание 1991 года
7" сингл
1. «The Boys are Back in Town»
2. «Sarah» (Лайнотт, Мур)

12" и CD сингл
1. «The Boys are Back in Town» — 4:21
2. «Johnny the Fox Meets Jimmy the Weed» (Дауни, Горэм, Лайнотт) — 3:37
3. «Black Boys on the Corner» (Лайнотт) — 3:23
4. «Me and the Boys» (Лайнотт, Дауни, Робертсон, Горэм) — 3:34

## Чарты
| Чарт (1976—1977)              | Высшая позиция |
| ----------------------------- | -------------- |
| Australia (Kent Music Report) | 55             |
| Canada RPM 100                | 8              |
| Ireland                       | 1              |
| UK Singles Chart              | 8              |
| US Billboard Hot 100          | 12             |
| US Cash Box Top 100           | 10             |

| Чарт (переиздание 1991) | Высшая позиция |
| ----------------------- | -------------- |
| Ireland                 | 16             |
| UK                      | 63             |

| Хит-парад (1976)                    | Позиция |
| ----------------------------------- | ------- |
| Канада (RPM Year-End)               | 93      |
| США (Billboard Top Popular Singles) | 87      |
| США (Cash Box Top 100 Pop Singles)  | 91      |